# بوبي جاكسون (كرة سلة)
بوبي جاكسون (بالإنجليزية: Bobby Jackson)‏ مواليد 13 مارس 1973 في ساليسبري، هو لاعب كرة سلة أمريكي سابق بدأ مسيرته الاحترافية في سنة 1997. يبلغ طوله 6 قدم 1 بوصة (1.9 م). اعتزل اللعب في 2009.

## فرق لعب لها
- دنفر ناغتس
- مينيسيوتا تيمبر وولفز
- سكرامنتو كينغز
- ميمفيس غريزليس
- نيو أورلينز بيليكانز
- هيوستن روكتس

## روابط خارجية
- بوبي جاكسون على موقع إن بي أي (الإنجليزية)
- بوبي جاكسون على موقع سبورتس رفرنس (الإنجليزية)
- بوبي جاكسون على موقع كرة السلة الأوروبية.كوم (الإنجليزية)
- بوبي جاكسون على موقع كلية كرة السلة في سبورتس رفرنس.كوم (الإنجليزية)
- بوبي جاكسون على موقع ريلجم (الإنجليزية)
- بوبي جاكسون على موقع بروبوليرز (الإنجليزية)
- بوبي جاكسون على موقع سبورتس رفرنس (الإنجليزية)